# Стин, Майкл
Майкл Фрэнсис Стин (англ. Michael Francis Stean; род. 4 сентября 1953, Лондон) — английский шахматист; гроссмейстер (1977). Шахматный теоретик и литератор.
Первого шахматного успеха добился в 14 лет, выиграв чемпионат Лондона среди юношей. В 1969 победитель чемпионата Англии среди юниоров. Участник чемпионата мира среди юношей (1973) — 3-5-е место. В чемпионате Англии (1974) разделил 1-7-е места (в дополнительном соревновании — 4-е место). В составе команды Англии участник Олимпиад 1974—1982; наиболее успешно выступил в 1976 (1-е место на 4-й доске). Участник зональных турниров ФИДЕ в Амстердаме (1978) — 3-е место и в Марбелье (1982) — 1-4-е (дополнительное соревнование — 1-4-е; по дополнительным показателям — 4-е место).
Лучшие результаты в других международных соревнованиях: Кейптаун (1976) — 1-2-е; Монтилья (1976 и 1977) — 2-4-е и 3-е; Бор (1977) — 2-3-е; Беэр-Шева (1978) — 3-е; Лас-Пальмас (1978) — 4-5-е; Вршац (1979), Смедеревска-Паланка (1980) и Бергшё (1981) — 1-е; Осло (1985) — 4-5-е места.

## Изменения рейтинга
| Графики недоступны из-за технических проблем. См. информацию на Фабрикаторе и на mediawiki.org. |

## Книги
- Sicilian, Najdorf, L., 1976;
- Simple chess, L.— [а. о.], 1978.